# 纸的历史

木刻版画（明代）：中国造纸的五个重要步骤

纸是一种非编制薄片，传统上是由处理过的植物纤维和纺织纤维组合而成，主要用于书写、艺术创作和包装，通常呈白色。大约在公元前3000年，古埃及人就开始使用莎草纸，後來这种技术傳播至古希腊等地中海地区，以及欧洲和西亚。
地中海世界和哥伦布以前的美洲分别存在莎草纸和树皮纸这样的书写介质。羊皮纸則是一种兽皮经过复杂加工做成的书写材料，比纸更早，甚至可能早于莎草纸。13世纪的西班牙造纸厂利用水车改进造纸术。19世纪的欧洲繼以木浆大幅改进造纸技术，並為全世界接受。20世纪，随着塑料制品的出现，出现了一类“塑料纸”、含有塑料或金属的各类复合纸，以及注入或涂覆上不同材料的纸。这些材料赋予纸张不同的特性。
中国最早的造纸技术首见于西汉时期，後於东汉时期（公元25-220年）的宦官蔡伦改良。8世纪，蔡伦所改良的造纸术传播到伊斯兰世界，中東隨之改良，遂有用於造纸和造币的制浆厂和造纸厂。

## 莎草纸

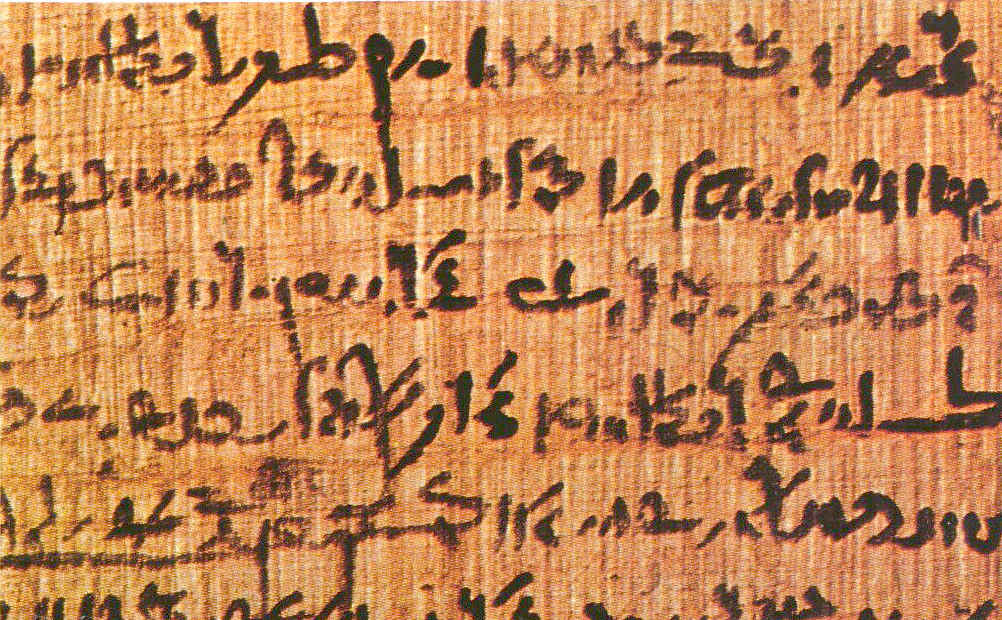
与纸相比，莎草纸的表面凹凸不平，保留了带状条纹的原始结构。当莎草纸变旧时，它的接缝处容易出现破损，产生线形长裂纹并最终完全破裂。

英语的“纸”（paper）一词源于古希腊语的papyrus，是一种名为塞浦路斯纸莎草的植物。莎草纸是一种由纸莎草的茎制作的书写材料，厚度大、与纸类似，為古埃及和地中海社会用于书写
莎草纸的制备方法：将纸莎草的内茎切成小长条，并列排放成一层，随后在上面放置第二层，两层相互垂直，接着将两层一起捶打直至成片。这样做出来的材料非常坚固，但表面不平整，条纹边缘尤甚。当用于卷轴中时，一次又一次的卷起和展开会导致条纹沿着垂直线再次分开。在许多古代莎草纸文件中都可以看到这样的裂痕。
纸与莎草纸的不同之处在于，在压制之前，植物材料首先经过浸渍或崩裂而分解，以便制成更均匀的表面，并且材料内部不會易碎，不会随着时间的流逝而破裂。

## 中国造纸术

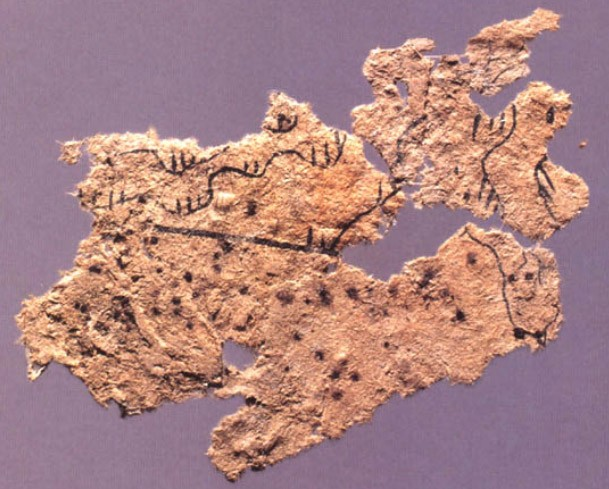
已知最早的纸张碎片，可追溯至约公元前179年，出土于放马滩

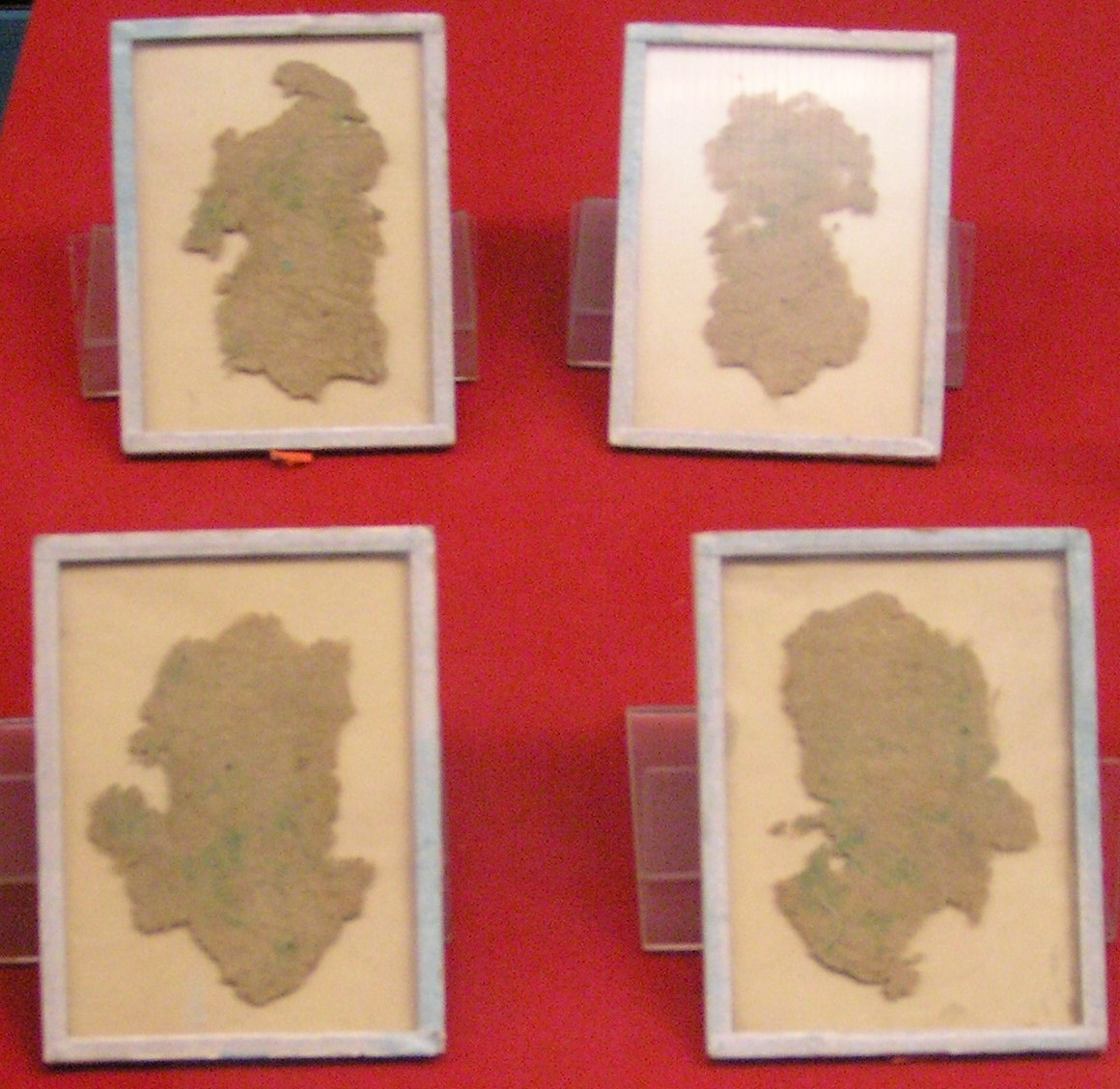
用于包装的麻纸，中国西汉时期，约公元前100年

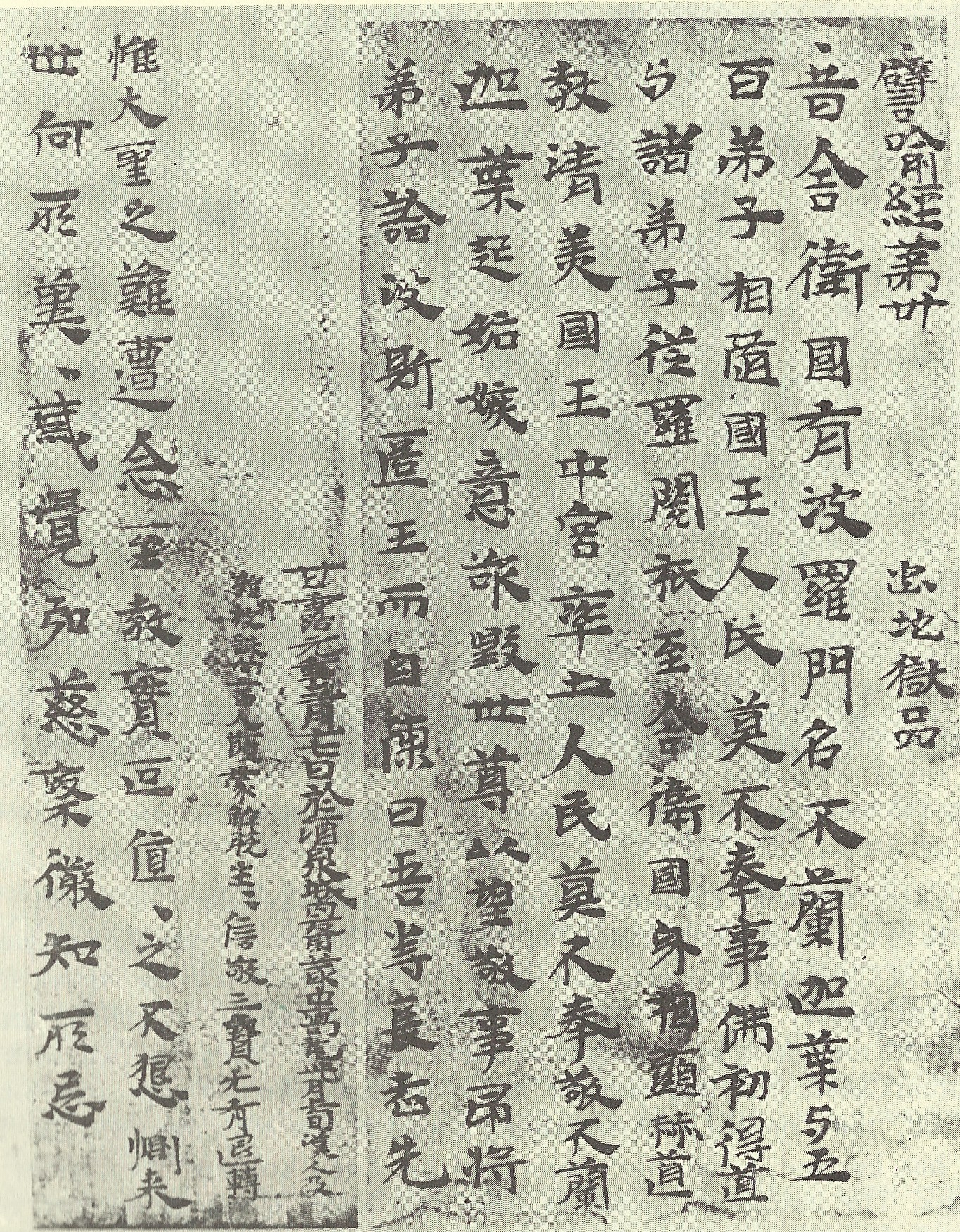
最古老的纸质书，由六种不同的材料组成，约公元前256年

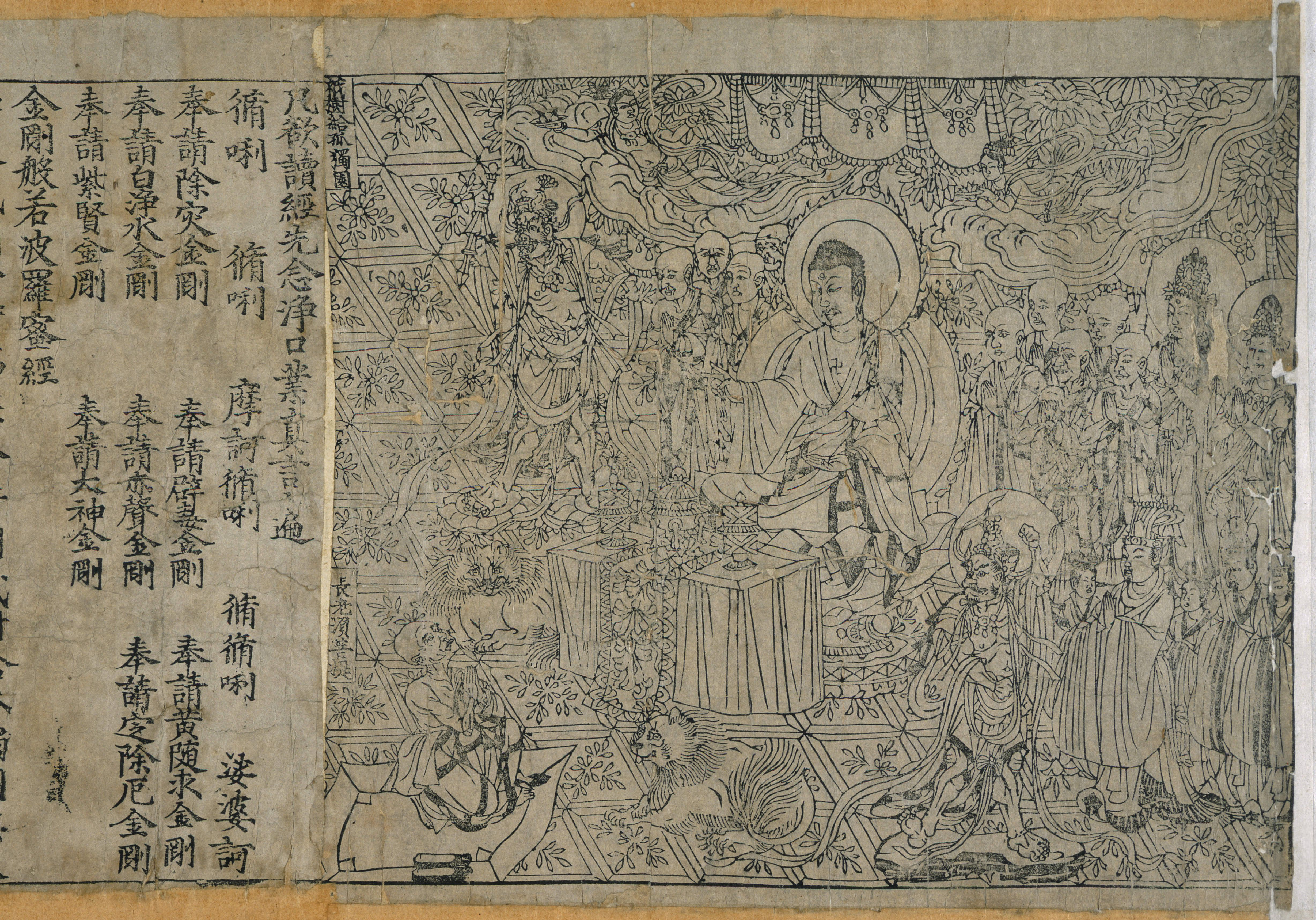
世界上最早的印刷书籍（使用雕版印刷），868年的《金刚经》，表明纸张在中国已得到广泛生产和使用。

纸的考古证据則更早于史书所记载的西汉时代，故无法推断出纸张的确切发明日期或发明者。中国现存最早的纸张碎片是在甘肃省的放马滩出土的，可能是一张地图的一部分，當可追溯至公元前179-前141年的西漢。在敦煌和玉门关亦分别发现公元前65年和公元前8年的纸张碎片。
史料记载蔡伦发明纸的时间为公元105年，比考古证据晚了数百年。蔡氏所改良之处在于使用桑树皮和其他韧皮纤维与渔网、破布、麻头等材料，大幅降低造纸的成本，而在此之前，造纸也曾使用破布。

### 工艺
在商朝（公元前1600-前1050年）和周朝（公元前1050-前256年），通常使用甲骨或竹简书写，非常沉重、笨拙，且难以运输。丝绸作为一种轻质材料，有时用於书写，但通常价格昂貴而无法廣泛使用。史书记载，汉代宫廷官员蔡伦（约公元50-121年）于公元105年改善以往使用破布或其他植物纤维造纸的方法。2006年，中国西北部甘肃省放马滩发现了写有汉字的纸，这说明纸在公元前2世纪就已在中国使用，蔡伦的贡献是系统性地改进了造纸术，规范造纸技术的流程。
《二十四史》有：
自古书契多编以竹简，其用缣帛者谓之为纸。缣贵而简重，并不便于人。伦乃造意，用树肤、麻头及敝布、鱼网以为纸。元兴元年奏上之，帝善其能，自是莫不从用焉，故天下咸称“蔡侯纸”。
生产流程的第一步可能是在水中捣碎破棉布，随后将产生的纤维收集在帘子上。桑树的树皮尤为珍贵，汉代后期则使用檀木的树皮来生产高质量的纸张。东晋时期则使用杀虫染料处理过的竹子制成竹帘来造纸。在宋代，印刷术普及之后，对纸张的需求量大幅增长。1101年，有150万张纸被送至都城。

### 用途
可追溯至公元前2世纪汉武帝时期的考古证据表明，纸最早的用途之一是填充和包裹精美的青铜镜。该时期的史书也提到，纸作为填充物有著保护物件與使用者本身的双重作用。保护使用者是因为物件上或許沾有毒药。公元3世纪，纸已廣泛用于书写，此外亦用于包覆與其他用途。大约在六世纪末，中国开始在如廁後使用衛生紙。589年，顏之推（531-591）写道：“其故纸有五经词义及贤达姓名，不敢秽用也。”一位访问中国的阿拉伯旅行者在851年记录下了中国的厕纸传统，写道：“……[中国人]便后不用水洗；他们只用纸擦拭自己。”
唐朝（618–907）年间，人们将纸折叠并缝成方形小袋，以保持茶的味道。同一时期，有史料提到，放茶的篮子里，装有彩色纸杯和不同大小和形状的餐巾纸。宋朝（960-1279年）政府生产了世界上第一种纸币（请参阅交子和会子），纸币被装入纸质信封内以赠予政府官员。

### 纸的影响
蒂莫西·休·巴雷特（Timothy Hugh Barrett）认为，纸张在中国早期书面文化中起着举足轻重的作用，“尽管政治上支离破碎，但强有力的阅读文化似乎在纸张发明后迅速发展。”的确，纸张的引入对书籍产生了巨大的影响。这意味着人们不必再小段小段地运输书籍，而是可以一次运输整本书；一本书可直接用手携带，而不需要动用大型马车。因此，在接下来的几个世纪里，文学作品的私人收藏显著增加。
5世纪初，文字作品在中国南方似乎已经得到了更广泛的发展，一些私人藏书可多达几千卷；而中国北部整个皇宫的藏书可能总共只有几千卷。6世纪初，不管是北方还是南方的学者都能够在书评中引用400多种不同的文献。7世纪的一小段汇编文本引用了1400多部作品。 
6世纪末的一位皇家图书馆长谈到，拥有并熟悉几百卷书才会被社会视为有教养之人。
根据英国汉学家魏根深的说法，中国纸张兴起的一个结果是“其书籍生产开始迅速超过地中海世界”。唐朝时中国在书籍生产方面领先全世界。此外，唐代和宋代后期雕版印刷的逐渐普及进一步提高了中国相对世界其他地区的领先地位。 
从公元4世纪到1500年左右，中国最大的图书馆藏书是欧洲最大藏书的三到四倍。公元721年，唐朝政府的藏书约有5000至6000册(89000“卷”)。宋王朝的藏品在12世纪早期达到巅峰，可能已达4000至5000本。这的确是令人印象深刻的数字，但在中国皇家图书馆的使用是受到严格限制的。唐宋时期，只有少数图书馆拥有超过一两千本书（其规模比不上欧洲大主教堂图书馆的手稿收藏)。
 — 魏根深
尽管纸作为书写材料给中国带来了优势，但到了9世纪，纸在中东的传播和发展已经缩小了这两个地区之间的差距。在9世纪至12世纪初，开罗、巴格达和科尔多瓦的图书馆的藏书甚至超过了中国的藏书，并使欧洲的藏书相形见绌。从约1500年开始，南欧的造纸和印刷业的成熟也缩小了与中国的差距。威尼斯人多米尼科·格里玛尼的收藏在1523年去世时已达到15,000册。1600年以后，欧洲的藏书量已完全超过了中国。1649年，奥古斯塔图书馆的藏书量达到60,000册，1666年激增至120,000。1720年代，国王图书馆藏书80,000册，剑桥大学图书馆藏书40,000册。1700年后，北美的图书馆也开始超过中国，到18世纪末，托马斯·杰斐逊的私人藏书达到6,487卷。欧洲的优势在19世纪进一步增加，欧洲和美洲的国家收藏超过了100万册，而一些私人收藏（例如阿克顿勋爵）达到了70,000册。 
欧洲的书籍生产在15世纪中期引入机械印刷机后开始赶上中国。各个版本印刷数量的可靠统计数字在欧洲和中国都很难找到，但印刷术在欧洲传播的一个重要结果是,各大公共和私人图书馆得以建立自己的藏书，并且一千多年以来第一次能和中国相提并论，接着追上并超过中国最大的图书馆。
 — 魏根深
纸成为了中国三大艺术的核心元素——诗歌、绘画和书法。后来，纸与笔、墨、砚一起构成了“门房四宝”。

## 纸在亚洲和北非
纸的生产和使用从起源地向外快速传播。现在已明确的是，到公元150年敦煌已开始使用纸，新疆维吾尔自治区的楼兰古国则是公元200年，吐鲁番地区399年。同时，在280年至610年之间的某个时间，纸被引入日本。

### 东亚
纸在3世纪传播至越南，在4世纪传播到朝鲜半岛，并在5世纪传播到日本。朝鲜的纸以光滑的白色而闻名，尤以绘画和书法而著称，通常作为贡品献给中国。朝鲜人可能早在5世纪就将纸传至日本，但佛教僧侣昙征610年东渡日本经常被认为是日本造纸的正式开端。

### 伊斯兰世界

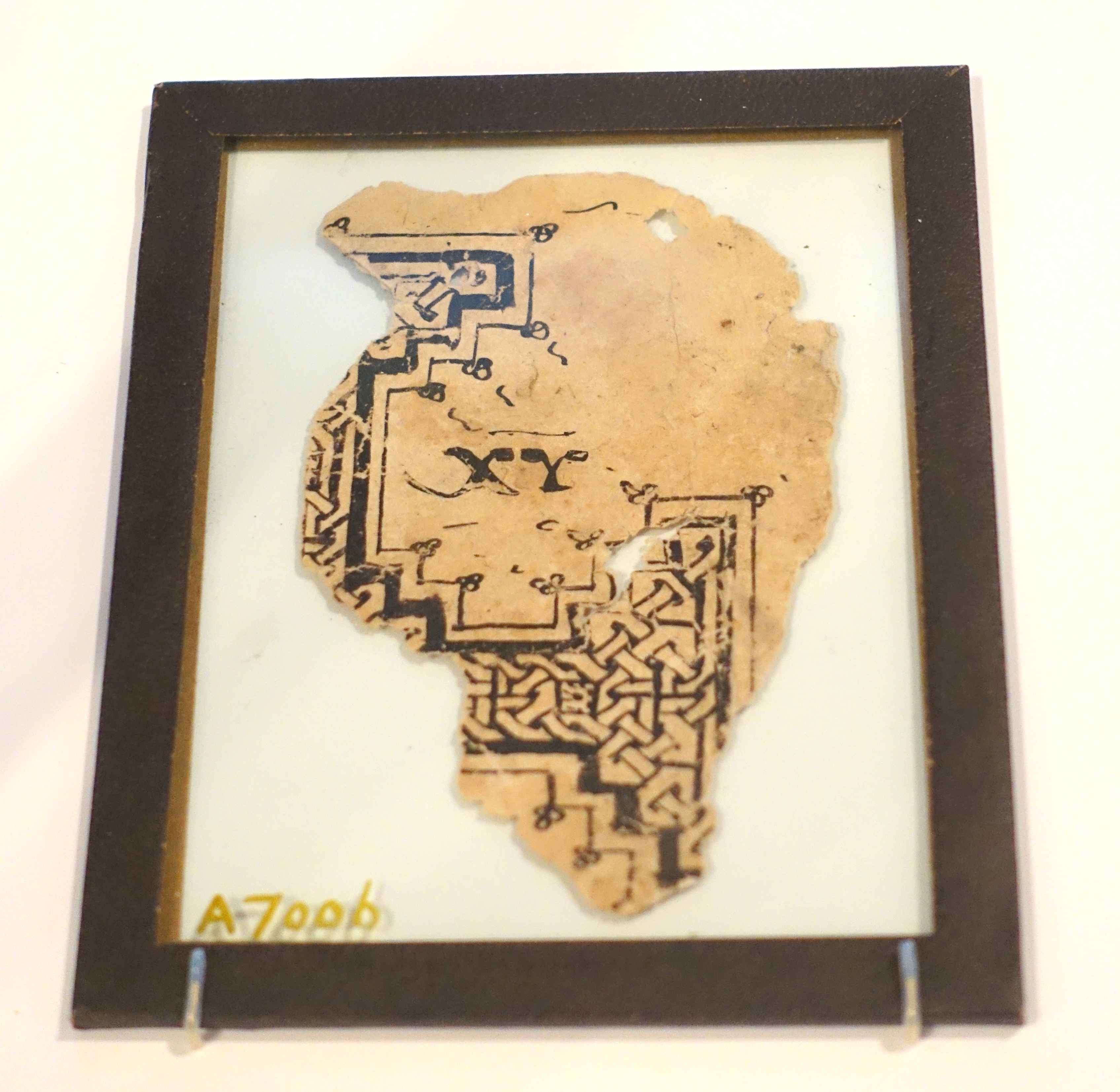
伊斯兰教时期埃及的科普特语 圣经的纸质书页残片，八世纪或更晚。

#### 起源
八世纪，纸张已在中亚使用，但其来源尚不清楚。根据11世纪的历史学家Al-Tha'alibi的说法，在751年怛罗斯战役中被俘的中国囚犯将造纸技术传到了撒马尔罕。但同时代的阿拉伯史料没有记录这场战役。后来返回中国的一名俘虏提到，被俘的囚犯中有织布工、画家、金匠和银匠，但没有造纸工。10世纪的巴格达作家纳迪姆曾记录中国匠人在呼罗珊地区造纸：
然后是由亚麻制成的呼罗珊纸，有人说它出现在倭玛亚时代，而其他人说它出现在阿拔斯时期。有人说它古代就有，也有人说它最近才有。据说是中国的匠人在呼罗珊以中国纸的形式制作的。
 — 纳迪姆
研究造纸术和印刷术的伊斯兰与亚洲艺术学者乔纳森·布鲁姆（Jonathan Bloom）认为，怛罗斯之战的俘虏与中亚引进纸张之间的联系“不太可能是事实”。考古证据表明，在公元751年以前的数十年，撒马尔罕已经知道并使用过纸。在彭吉肯特附近发现的七十六份粟特语、阿拉伯语和中文文献，时间可能早于穆斯林对河中地区的征服。布鲁姆认为，考虑到中国和中亚造纸技术和材料的差异，中国将纸张直接引入中亚的故事可能只是一个历史隐喻。中国纸主要由韧皮纤维制成，而伊斯兰世界的纸主要由碎布等废料制成。中亚的造纸术可能是来自伊斯兰时代之前，可能受到了中国和中亚的佛教商人和和尚的推动。公元八世纪后，在伊斯兰文明的推动下，纸和造纸术传播到中东，几个世纪后从中东到达欧洲，随后传至其他地方。时至今日，英语依然使用ream一词作为纸张的计数单位，这个词来自阿拉伯语rizma（一捆），这是纸从中东传播至欧洲的见证。  

#### 羊皮纸向纸张的转变
8世纪，纸开始取代羊皮纸，成为阿拔斯王朝首都巴格达行政用的主要书写材料。根据著名的穆斯林史学家伊本·赫勒敦的说法，羊皮纸很稀有，而整个伊斯兰世界的通信数量大大增加，这导致阿拔斯帝国的大维齐尔法德尔·伊本·叶海亚出台了一项命令，要求制造纸张来替代羊皮纸。
各地开始造纸的时间分别为：巴基斯坦的吉尔吉特6世纪、撒马尔罕751年、巴格达793年、埃及900年、摩洛哥的非斯1100年左右、叙利亚（如大马士革和阿勒颇）和安达卢西亚约12世纪、波斯13—14世纪（馬拉蓋13世纪、伊斯法罕14世纪、加兹温和克尔曼）、印度道拉特·阿巴德16世纪。10世纪一位不知名的作家撰写波斯地理书籍《世界境域志》是已知的最早提及撒馬爾罕造纸业的手稿。作者提到，这座城市以造纸而闻名，这里生产的纸作为一种高质量产品出口到许多其他城市。即使造纸在其他伊斯兰地区传播开来，撒馬爾罕依然在几个世纪里维持了作为造纸中心的地位。例如，据说埃及的一些官员更喜欢向撒马尔罕订购所需的纸张，这些纸张从撒马尔罕跨越半个亚洲一路运送到埃及。
在巴格达，纸张生产被分配到某些特定的街区；而在集市上，纸商拥有自己的专属区域，被称为“纸张市场”（Suq al-Warraqin），这是一条林立着100多家纸店和书店的街道。
伊斯兰世界纸张供应急速增加的显著成果之一就是公共和私人图书馆以及插图图书的扩张。然而，在缺乏先进机械设备的条件下，造纸在原材料和劳力等方面需要巨大投入，因而纸在当时仍被视为昂贵之物。例如，苏丹曾答应赠与波斯书法家伊本·巴瓦卜珍贵的衣物，作为其衷心服务的回报，当苏丹推迟交付已承诺的衣物时，他提议将礼物改为苏丹的图书馆中收藏的纸张。还有一个例子，巴格达的一名官员Ibn Al-Forat热情好客，表现为他乐意向访客慷慨地赠送纸张。

#### 纸张类型
伊斯兰世界生产和使用的纸张有一系列不同的类型，其特性与产地各异。纸张种类依以下几个标准来命名： 
- 产地（如伊斯法罕纸、巴格达纸、哈拉比纸、梅斯里纸、撒马尔罕纸、道拉特·阿巴迪纸、沙米纸、大马士革纸）；
- 大小（Solsan，Nesfi等）；
- 为该品种的纸做出了贡献的人（如塔尔赫纸、亚法里纸、马穆纸、曼苏尔纸）[34]。

#### 造纸原材料
韧皮（火麻和亚麻 ）、棉花、旧碎布、绳索是生产纸浆的主要原材料。有时也会将以上材料混合起来生产纸浆，例如棉花和火麻混合、或者火麻和亚麻混合。一些文献还提到了其他不常见的材料，例如无花果树皮。

#### 造纸流程
可惜，提及造纸方法、步骤和相关设备的史料非常少。但一本波斯插图书使用图画介绍了造纸的步骤以及传统工艺所使用的设备，这一纪录与现存的描述造纸流程的文献惊人地一致。该图画分别描绘了造纸的两个主要阶段： 
- 制浆和脱水：水力研磨器将亚麻废料和碎布（造纸的主要原料）与水混合，用于打浆；下一步将含水的纤维浆倒入绑在两个工人腰间的织物上，进行初步脱水，同时也可能是为了使其均质化和纯化。一旦纸浆脱水至一定程度，进入下一个处理阶段。
- 纸的最终处理：该阶段包括几个后续步骤，例如用模具将纸浆制成带有线状线的正方形（将模具浸入盛有纸浆的桶中）、压制、上浆、干燥和抛光；每一个都使用一个特定的设备，例如，干燥过程中，使用马毛将纸粘在墙上。

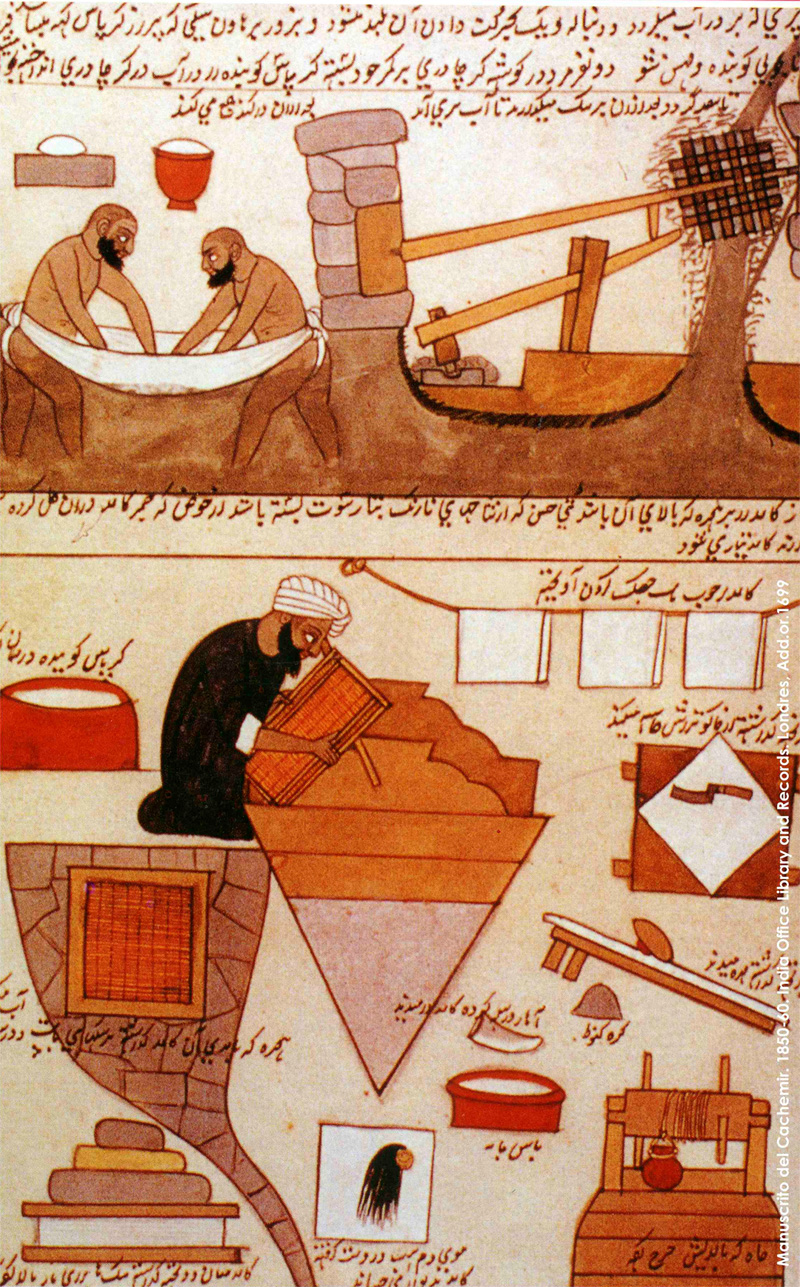
传统造纸工艺——东方纸

13世纪的一份极有价值的手稿也详细阐述了造纸过程。该手稿解释了造出高质量纸张的一系列步骤。这本手稿由al-Mukhtara'fî funûn min al-ṣunan书写，献给拉苏里王朝的也门统治者al-Malik al-Muẓaffar，讲述造纸工业的章节名为al-kâghad al-baladî（本地纸），原材料为无花果树皮，需经过多次浸泡、打浆和干燥的循环。整个流程持续12天，可生产100张高质量纸张。在制浆阶段，打浆后的纤维转变为不同大小的立方体，随后它们被用作标准参考物来生产一定数量的纸张，其尺寸由三种水果确定：柠檬、橙子和红橘。此过程的摘要版如下，每个操作重复若干次。 
- 将纸浸泡在水池中
- 通过挤压使纸脱水
- 将纸浆做成球状
- 对小球进行压制
- 将纸张粘在墙上并将其暴露在阳光下，使纸张干燥[37]

#### 纸张特性
近东地区纸张的主要特点是使用不同来源的淀粉进行上浆，例如大米、katira、小麦和白高粱，其中最常使用的是大米和白高粱。通常将纸放置于坚硬的表面上，使用一种名为mohreh的装置将淀粉在纸上摩擦，直至其闪闪发亮。
繁琐的造纸过程逐渐得到改进，可批量生产纸张的机械设备也应运而生。在巴格达诞生了一种生产厚度更大的纸的方法，这促进了造纸从艺术向工业的转变。用于制备纸浆的水力驱动制浆厂或许可追溯到8世纪的撒马尔罕。在794-795年间，阿拔斯王朝时期的巴格达已出现了使用人力/动物驱动的造纸厂（但不要将其与后来的水力造纸厂相混淆，请参见下面的造纸厂部分）。穆斯林还在造纸工艺中引入了（人力或动物驱动的）跳锤的使用，替代了传统的中国研杵法。相应地，中国后来也在造纸中采用了跳锤。历史上，跳锤往往由水车驱动，实际上中国早在公元前40年，甚至在周朝（公元前1050—前221年），就已使用跳锤，但将其用于造纸则是在伊斯兰世界以后。  
除了规模大、机械化程度更高的纸张制造厂之外，中小型制造厂则拥有劳动密集型的造纸工艺。 
9世纪，纸张已在穆斯林世界普及，但对于重要的作品（如《古兰经》复制品），牛皮纸仍是首选。 书籍制作和装订方面取得了一些进展。在穆斯林国家，人们用丝绸缝制，并用皮革覆盖的纸板装订，使书籍更为轻巧；他们还用封皮把不使用的书包起来。由于纸张不太容易受潮，因而不需要厚纸板。12世纪摩洛哥的马拉喀什有一条街道名为Kutubiyyin（“售书者”），那里有100多家书店。
1035年，一位在开罗游访当地市场的波斯游客发现，蔬菜、香料和五金制品被出售时用纸包好供顾客使用。1096年第一次十字军东征之后，大马士革的造纸业被战争中断，但另外两个造纸中心继续生产纸张。埃及继续生产较厚的纸张，而伊朗成为较薄纸张的生产中心。造纸遍及整个伊斯兰世界，并从那里进一步向西扩散到欧洲 。造纸业由阿拉伯商人在13世纪引入印度，随后几乎完全取代了传统的书写材料。

### 印度次大陆
印度次大陸使用纸的证据最早出现在7世纪下半叶。七、八世纪的中国佛教徒朝圣回忆录以及一些印度佛教徒都曾提到了纸，印度佛教徒称其为Kakali或Saya，后者可能是印度对汉语“纸”Zhǐ的音译。唐代高僧义净写道，印度的禅师和教友会祭拜印在丝绸或纸上的佛像。义净在游记里还写道，印度人用纸做帽子、加固雨伞，并将纸用于净身。玄奘提到他于公元644年将520份手稿从印度运回中国，但尚不清楚其中是否有纸。
在中世纪的印度大部分地区，桦树皮和经过特殊处理的棕榈叶仍然是文学作品的首选书写材料。发现的最早的梵文纸质手稿是克什米尔的《百道梵书》（英语：Shatapatha Brahmana），可追溯至1089年，而古吉拉特邦最早的梵文纸质手稿则可追溯至1180—1224年间。在古吉拉特邦和拉贾斯坦邦的耆那教寺庙中发现了一些最古老的纸质手稿，可追溯到约12世纪。根据与贸易有关的历史档案（例如在中东的犹太会堂中发现的“开罗热尼扎”），11世纪，移居印度的犹太商人（例如来自突尼斯的本·伊尤）向古吉拉特邦、马拉巴尔海岸和其他印度港口进口了大量纸张，以抵消他们从印度出口的商品。
根据印度历史学家伊尔凡·哈比卜的说法，有理由认为，伴随着阿拉伯人在信德地区（今为巴基斯坦南部的一部分）的统治，造纸术在11世纪之前已到达信德。在毁于1030年左右的曼苏拉城遗址中，发现了阿拉伯语手稿残片，这证实了纸在信德的使用13世纪德里苏丹国的苏菲派学者阿米尔·库斯洛曾于1289年提及造纸工艺的流程。
15世纪，明朝航海家马欢描述了孟加拉地区由树皮制成的纸，并称赞其纸张像鹿皮一样光滑。使用树皮作为造纸原料表明，印度东部地区的造纸业可能直接来自中国，而不是来自西亚或中亚民族征服后形成的诸苏丹国。造纸术很可能是在7世纪中叶左右从中国通过西藏和尼泊尔到达印度的，当时佛教僧侣在西藏和印度的佛教中心之间畅通无阻地旅行，交流思想，交换商品。中国的一些寺庙（如敦煌）采用印度貝葉經的装订方法来制作经书，即是两个地区间文化交流的明证。西藏寺庙中幸存的早期经书里，大部分都是印度手稿装订的中国纸制成。此外，通过分析这些历史手稿的木制封面而证实，它是由印度本土而非西藏的热带木材制成的。

## 纸在欧洲

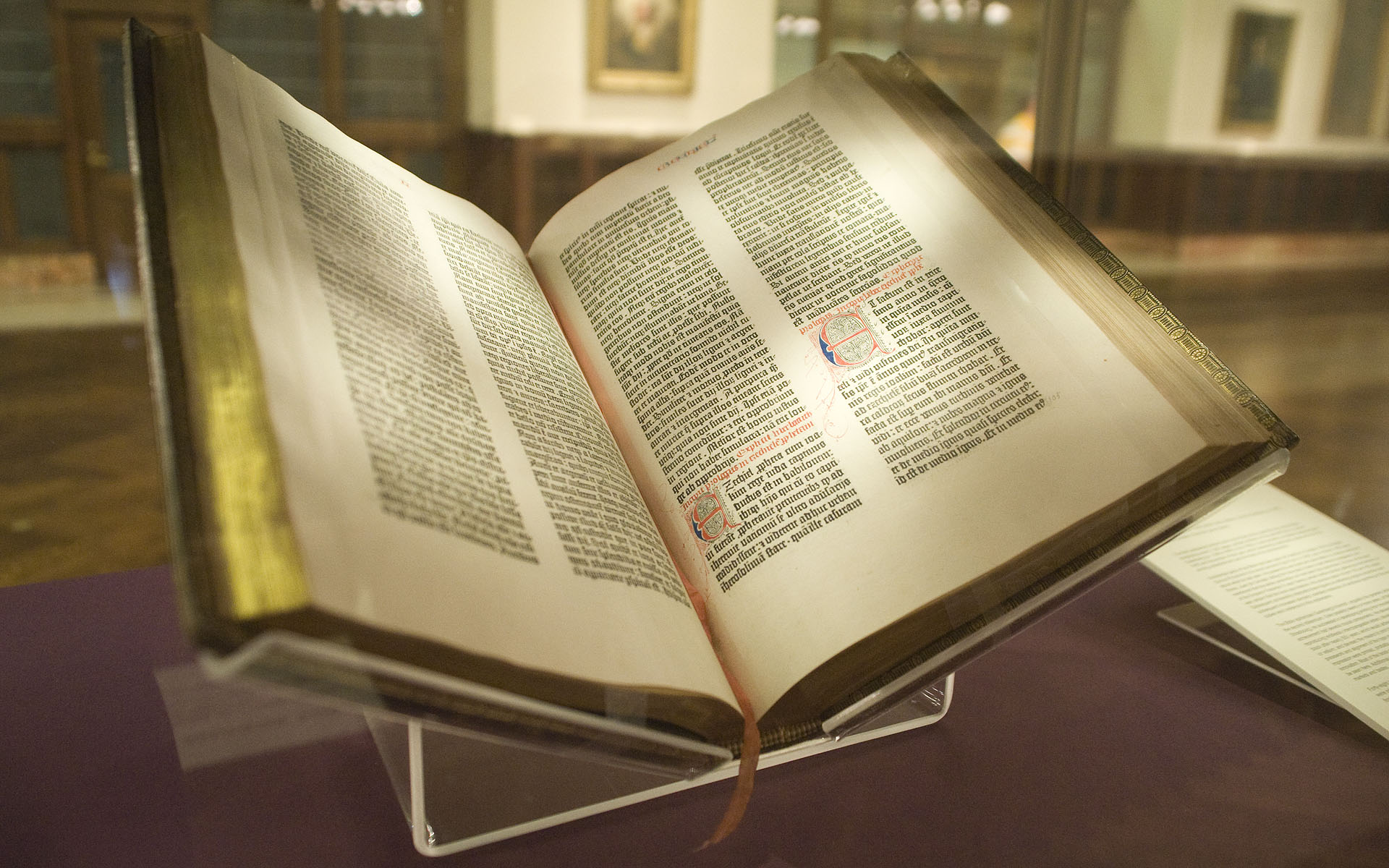
15世纪50年代用纸张印刷的古腾堡圣经副本，藏于纽约公共图书馆

在欧洲，已知最古老的纸质文件是11世纪摩尔阿拉伯人的西罗斯弥撒经书，使用的纸张可能是伊比利亚半岛伊斯兰地区生产的。其纤维来源是火麻和亚麻。哈蒂瓦有伊比利亚半岛第一家有记录的造纸厂（1056年）。造纸业于1085年从托莱多进入欧洲，并于1150年在哈蒂瓦驻扎下来。法国在1190年已拥有了一家造纸厂，意大利法布里亚诺（1276年）、特雷維索（1340年）还有意大利北部其他城镇逐渐有了造纸厂。然后造纸术进一步向北扩散，有证据表明，1348年的法国特鲁瓦、1340–1350年的荷兰、1320年的德国美因茨、1390年乌尔曼·斯特默在纽伦堡建立的工厂等等，都在生产纸。这恰好也是木刻从织物转移到纸张的时代。1432年，瑞士有了一家造纸厂，而约翰·泰特于1490年在哈特福附近建立了英格兰的第一家造纸厂。但英国第一家在商业取得上成功的造纸厂则要等到1588年约翰·斯皮尔曼在肯特郡的达特福德附近建立造纸厂。在此期间，造纸业在1491年传播至波兰、在1498年至奥地利、在1576年至俄罗斯、在1586年至尼德兰、在1596年至丹麦、在1612年至瑞典。 
定居在意大利费拉拉省博尔戈·萨拉塞诺镇的阿拉伯俘虏向法布里亚诺的手工艺者介绍了手工造纸术。那时这一地区以羊毛编织和布料制造而闻名。法布里亚诺造纸者将手工制作纸张的过程视为一种艺术，并得以改进工艺，使其能成功地与羊皮纸竞争，羊皮纸是当时主要的书写工具。他们开发出了冲压锤的技术，以减少制浆所需的碎布用量，通过动物胶给纸上浆，并在纸张成形过程中产生水印。法布里亚诺人用于给纸上浆的胶水是通过煮沸动物皮肤获得的；有人认为该工艺是当地制革商推荐的。法布里亚诺人制作的第一个欧洲水印，是将金属丝覆盖在使纸张成形的模具上而得到的。
他们还改装了造纸厂的水车，以驱动每个槽中的三个木锤，通过固定在由大树干制成的水车轴上的凸轮将锤头抬起。

## 纸在美洲

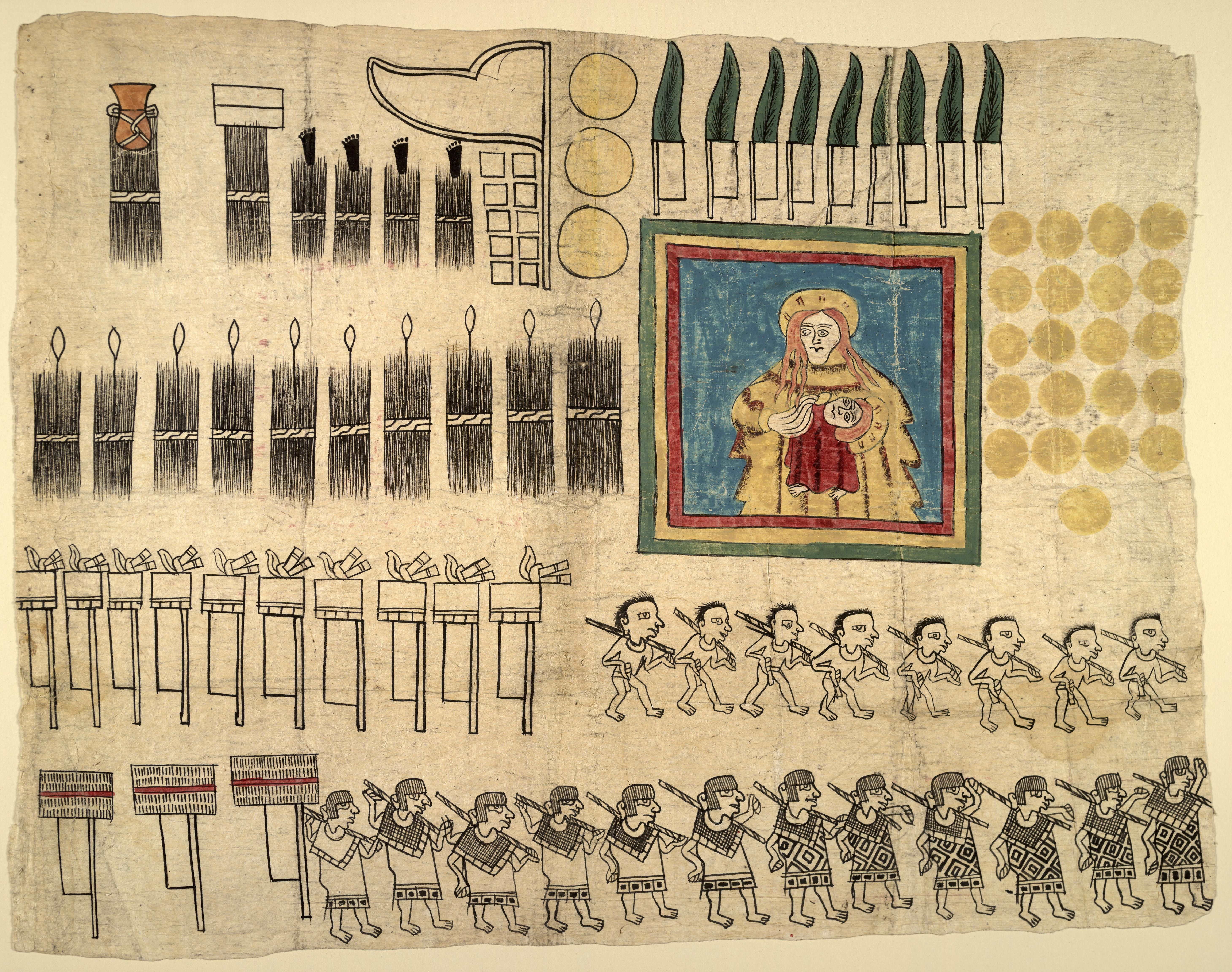
树皮纸与现代纸张相似，但具有更多的纤维质感。

在美洲，考古证据表明，玛雅人在公元5世纪之前使用了和纸类似的树皮书写材料，它被称为amatl或amate，在西班牙人征服之前一直在中美洲中广泛使用。最早的树皮纸样品出土于墨西哥马格达莱纳市附近的Huitzilapa，属于西墨西哥的水井坟冢文化，可以追溯至公元前75年。
和莎草纸相比，树皮纸更类似于纸。将树皮材料浸泡在水中，或用现代方法煮沸，使其分解成纤维团；然后将其放在框架中压成薄片。这是一种真正的纸产品，因其材料被加工后不再是原始形式；树皮纸的纤维比现代纸使用的纤维大得多。因此，树皮纸的表面比现代纸更为粗糙，并且随着长度不一的纤维收缩，树皮纸可能会干燥并变成凹凸不平的薄片。 
欧洲造纸工艺先是在1575年传播至墨西哥，然后在1690年传播至费城。

### 美国
美国造纸业始于1690年，在宾夕法尼亚州第一名印刷商威廉·布拉德佛德的帮助下，威廉·雷腾豪斯在费城兴建了英屬美洲第一家造纸厂。在接下来的二十年里，它都是北美殖民地唯一的造纸厂；在接下来的两个世纪里，这座城市一直是造纸业和出版业的中心。最初的造纸厂仅生产棉纸，棉布通常从欧洲进口。然而，到19世纪中叶，亚硫酸盐工艺已开始在其他地区普及，木浆也更容易获得。1880年，美国已成为世界上最大的纸制品生产国。十九世纪末期，尽管费城所在的特拉华河谷仍然是纸张生产和书籍出版的重要地区，但费城的地位已被使用新工艺的地区所取代，这些新工艺更多地利用水力驱动以及木浆。
最早的造纸厂集中在新英格兰和纽约上州，后者成为了大型造纸公司國際紙業的总部所在地，国际纸业是世界上最大的纸浆和造纸公司，在2017年占据20％的市场份额，在产业转移至加拿大之前，该公司最高峰的1898年曾生产整个北美大陆新闻用纸的60％以上。马萨诸塞州霍利奥克是新英格兰乃至全世界造纸城市中的佼佼者，曾一度生产美国80％的书写纸，并曾是美国书写纸公司总部所在地，该公司在1920年是全球最大的精致纸生产商，1885年，霍利奥克市每日生产190吨纸，是费城的两倍以上，时至今日仍然被称为“纸都”。很快，这座城市成为了造纸机械和涡轮技术的枢纽，这里拥有19世纪80年代世界上最大的造纸厂以及19世纪美国最大的造纸工程公司D.H. & A.B.陶尔，陶尔两兄弟及其助手的造纸厂设计业务遍布五大洲在美国，陶尔公司支撑了伯克希尔地区（马萨诸塞州西部和康涅狄格州西北部）的造纸业发展，为克莱恩公司制造了用于生产美元钞票的工厂，还为威斯康星州的金百利克拉克公司引入了第一家亚硫酸盐工厂，使该公司成为阿巴拉契亚山脉以西第一家采用该工艺的造纸厂，从而得以利用广阔的森林资源。
制浆和造纸工业在其他地区继续发展，包括加利福尼亚、俄亥俄州的迈阿密谷（形成了代顿、汉密尔顿和辛辛那提等造纸中心），以及德克萨斯州和乔治亚州等南部地区，驻扎于乔治亚州的乔治亚太平洋公司和西岩公司分别是今天美国第二大和第三大造纸商。威斯康星州的造纸业屹立不倒，至2019年，它拥有34家造纸类企业，远远多于其他州。虽然只有较小的专业制造商留在宾夕法尼亚州和新英格兰，但纽约保留了28家工厂，其次是乔治亚州的20家，密歇根州的17家和阿拉巴马州的16家。

## 造纸厂

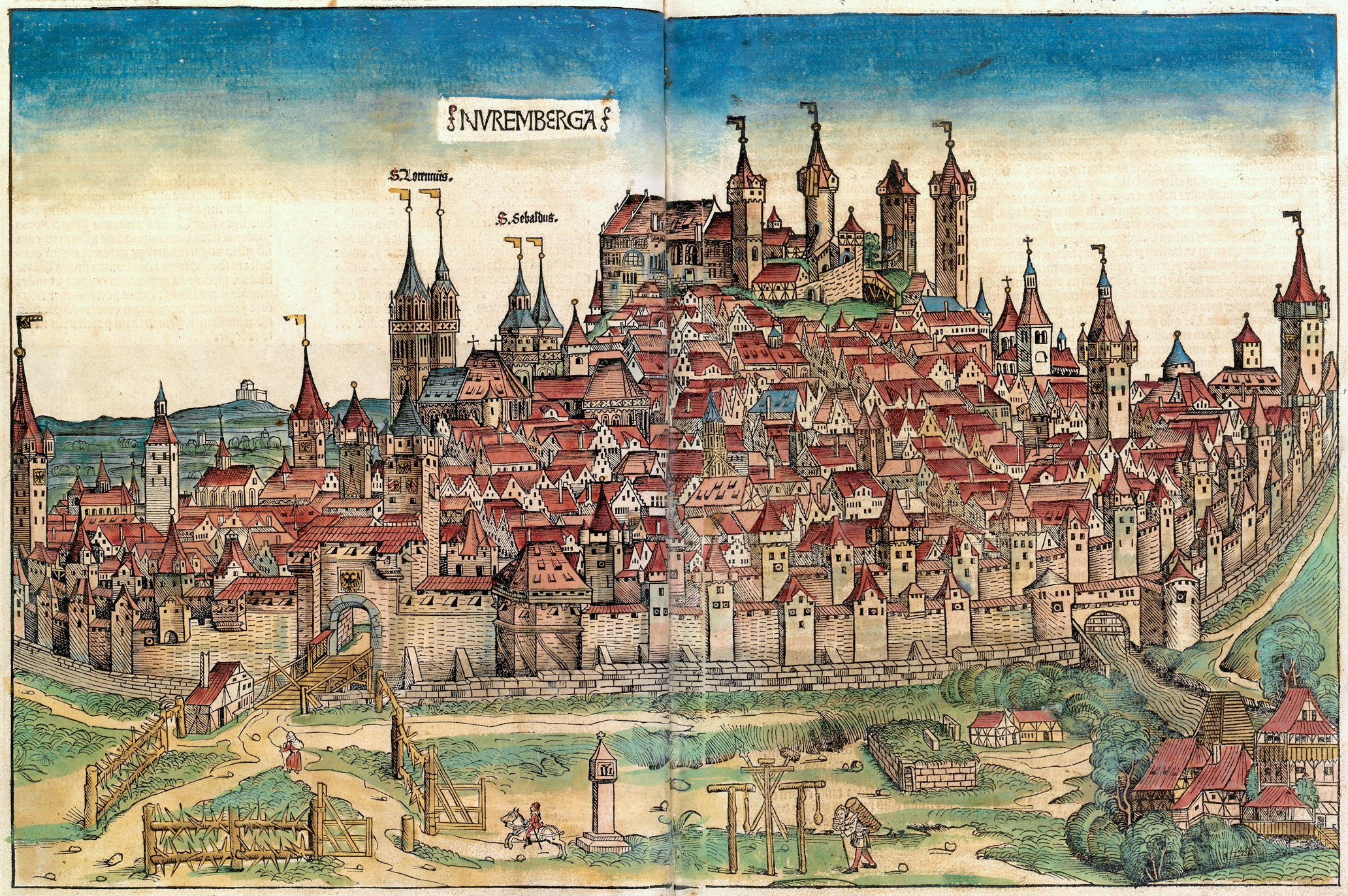
纽伦堡造纸厂，建于1493年，位于该图右下角。 由于噪音巨大、气味难闻，中世纪的法律要求造纸厂建在城市外围。

中国和穆斯林世界很早就使用人力和动物驱动的造纸厂。然而，直到11世纪，似乎都没有证据表明这两个地区使用水力驱动的造纸厂。学者注意到在794-795年间阿拔斯王朝的巴格达可能有使用人类/动物驱动的造纸厂。有证据表明，在整个伊斯兰世界，如伊朗、叙利亚（哈马和大马士革）和北非（埃及和的黎波里），水力驱动被广泛运用于亚麻和布料的纸浆生产。
唐纳德·希尔注意到11世纪波斯学者阿布·雷汉·比鲁尼在作品中可能提及了撒馬爾罕的水力造纸厂，但他认为这段话太简短了，无法使我们确定他所指的就是水力造纸厂。而哈莱维将此视为撒马尔罕首次在造纸中利用水力的证据，但同时他指出，尚不清楚同时代在伊斯兰世界的其他地区是否将水力应用于造纸。伯恩斯则持怀疑态度，因为只有一份孤立的史料，而且13世纪前伊斯兰造纸普遍使用人力劳动。

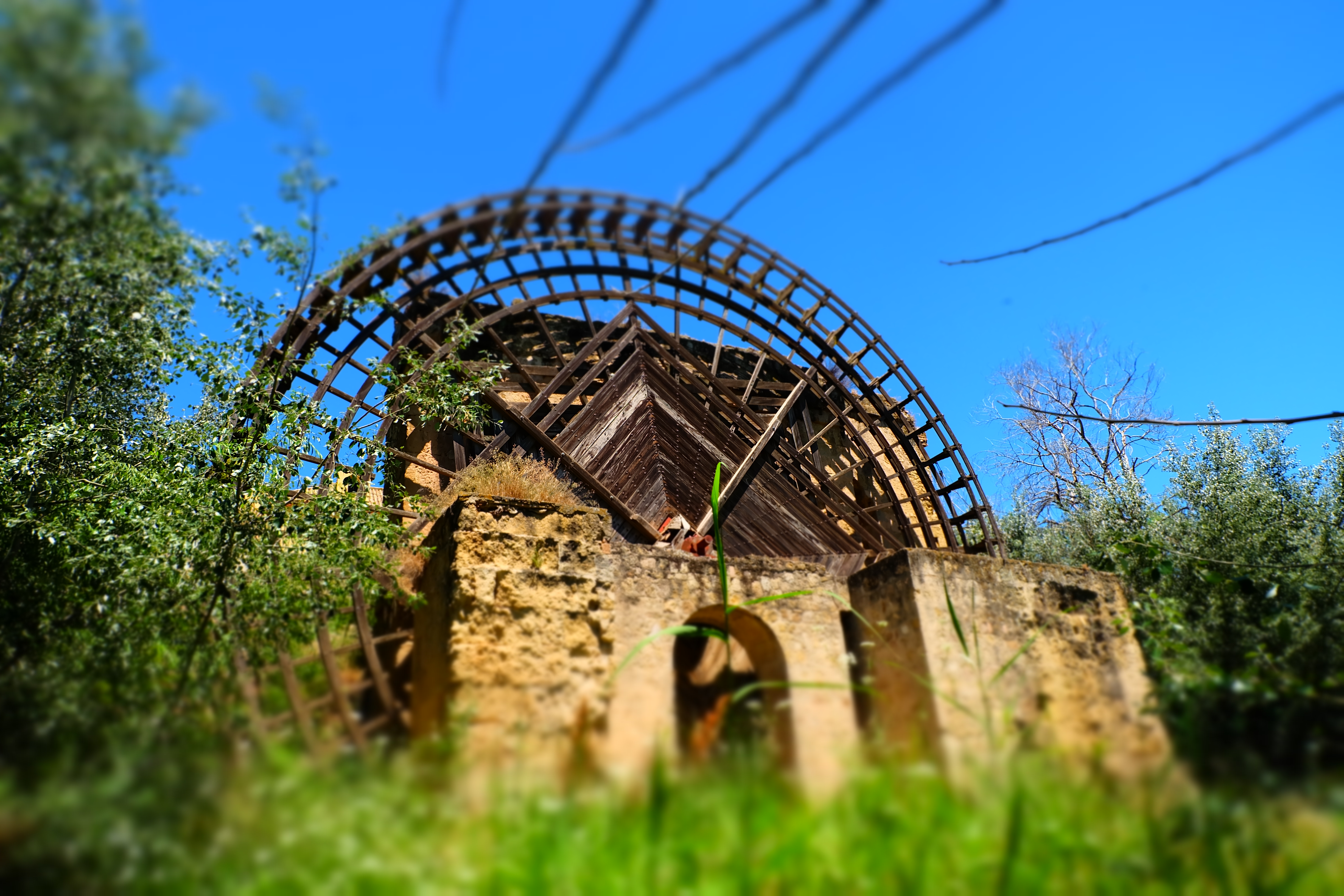
该水力造纸厂建于Abd al-Rahman II统治下的科尔多瓦。

有明确证据的水力造纸厂可追溯至1282年的西班牙阿拉贡王国。信仰基督教的国王彼得三世一项法令要求在哈蒂瓦的造纸中心建立皇家水磨。王室提出的这项创新是由哈蒂瓦摩尔人区的穆德哈尔人实施的，尽管它似乎遭到了当地穆斯林造纸社区的一些不满；该法令保证他们有权通过手动打浆来继续传统的造纸方式，并给予他们免于在新工厂工作的权利。造纸厂在13世纪末期的意大利开始快速增多，使得纸张价格降至羊皮纸的六分之一，随后进一步下降。造纸厂一个世纪后到达德国。
1390年， 乌尔曼·斯特默在纽伦堡建立了阿尔卑斯以北的第一家造纸厂。该事件在插图丰富的《纽伦堡编年史》中得到了描述。从14世纪中叶开始，欧洲造纸业在许多工业流程上都取得了快速改进。

## 纤维来源
在造纸技术工业化之前，最常见的纤维来源是废弃的纺织品（即碎布）中的再生纤维。这些碎布来自火麻、亚麻和棉花。1774年，德国法学家Justus Claproth发明了一种从再生纸中去除印刷油墨的方法，今天这种方法称为脱墨。直到1843年木浆的引入，造纸才不再依赖碎布材料。  

## 十九世纪的造纸业
尽管比牛皮纸便宜，但在过去的几个世纪里，纸张价格一直都较高，至少以书本计价非常昂贵。这一局面直到19世纪蒸汽驱动的造纸机问世才被改变，该机器可以用木浆制作纤维。尽管此前有更早的机器，但富尔德里尼耶造纸机已成为大多数现代造纸的基础。来自法国埃松的尼古拉斯·路易斯·罗伯特于1799年获得了一项连续制纸机的专利。当时他与勒日尔·迪铎共事，两人为该发明的所有权而发生争吵。迪铎派他的姐夫约翰·甘布尔会见了同意资助该项目的伦敦文具商西利和富尔德里尼耶。甘布尔于1801年10月20日获得了英国专利。在一位熟练能干的机械师布莱恩·唐金的帮助下，赫特福德郡的弗洛格莫尔造纸厂于1803年安装了罗伯特原版机器的改良版，随后在1804年又安装了另一台。富尔德里尼耶在自己的工厂安装了第三台机器。富尔德里尼耶还购买了聖尼奧特斯的一家纸厂，打算在那里安装两台机器。与此同时，工艺和机器也在不断发展。 
然而，在18世纪末和19世纪初使用木材进行的实验未能得到任何实际结果。1800年，马蒂亚斯·库伯斯（英国伦敦）进一步研究了用木头造纸的想法。1801年，他撰写并出版了一本题为《用于描述事件和传达思想的物质的历史记载——从早期到纸张的发明》的书。他的书是使用刨花制成的纸印刷的，没有使用纸浆法制成的书页。他从皇室那里获得了财政支持，来制造自己的印刷机、获取开展印刷业务所需的材料和基础设施。但他的事业非常短暂。在他的第一本也是唯一一本印刷书籍（他自己写并印刷的这本书）出版仅几年之后，他便破产了。这本书制作得非常好，坚固且外观精美，但成本很高。
接着在19世纪30年代和40年代，来自两个不同大陆的两个人接过了大旗，但他们选择了全新的方式。弗里德里希·哥特洛布·凯勒和查尔斯·费内蒂都使用木材开始实验，但使用的造纸技术相同。他们没有采用碎布制作纸浆，而是想到了用木材制浆。1844年中期，他们大致在同一时间宣布了自己的发现。他们发明的机器可以从木材中提取纤维（就像用碎布一样），然后从中制成纸。查尔斯·费内蒂还漂白了纸浆，使纸张呈白色。这两人的创新开启了造纸的新纪元。到19世纪末，西方世界几乎所有打印机都使用木材代替碎布来造纸。
木制实用纸与同时代实用钢笔和批量生产铅笔的发明相结合，再加上蒸汽驱动轮转印刷机的出现，在19世纪工业国家里引起了重大的经济和社会变革。随着廉价纸张的引入，到1900年，教科书、小说、非小说和报纸逐渐普及。廉价的木质纸还意味着保留个人日记或写信成为可能，因此到1850年，文员或作家不再是地位很高的工作。 
最初的木浆纸由于明矾的使用而呈酸性，因此随着时间的流逝，容易通过缓慢氧化过程逐渐分解，用更昂贵的碎布纸写的文件则更为稳定。大众市场的平装书仍然使用这些较便宜的机械纸，而图书出版商现在可以使用无酸纸来售卖精裝書和平裝書。

## 书目
- Barrett, Timothy Hugh, , Great Britain: Yale University Press, 2008, ISBN 978-0-300-12728-7 (alk. paper)
- Bloom, Jonathan (2001). Paper before print: the history and impact of paper in the Islamic world. Yale University Press.
- Burns, Robert I., , Lindgren, Uta  (编),  4th, Berlin: Gebr. Mann Verlag: 413–422, 1996, ISBN 3-7861-1748-9
- Febvre, Lucien; Martin, Henri-Jean, , London: Verso, 1997, ISBN 1-85984-108-2
- Lucas, Adam Robert, , Technology and Culture, 2005, 46 (1): 1–30, doi:10.1353/tech.2005.0026
- Stromer, Wolfgang von, , Vierteljahrschrift für Sozial und Wirtschaftsgeschichte, 1960, 47: 81–104
- Stromer, Wolfgang von, , Technikgeschichte, 1993, 60 (1): 1–6
- Thompson, Susan, , Annals of the New York Academy of Sciences, 1978, 314 (1): 167–176, Bibcode:1978NYASA.314..167T, doi:10.1111/j.1749-6632.1978.tb47791.x
- Tsien, Tsuen-Hsuin (钱存训), , Joseph Needham, Science and Civilisation in China, Chemistry and Chemical Technology, Vol. 5 part 1, Cambridge University Press, 1985
- Wilkinson, Endymion (魏根深), , Harvard University Asia Center for the Harvard-Yenching Institute, 2012